# Паскалова опклада
Паскалова опклада је филозофски аргумент који је формулисао француски филозоф, математичар и физичар из седамнаестог века, Блез Паскал (1623–1662). Он претпоставља ситуацију у којој људи могу да се кладе на то да Бог постоји или да Бог не постоји. 
Паскал тврди да би рационална особа требало да живи тако као да Бог постоји и да настоји да верује у њега. Ако Бог не постоји, та особа ће имати само коначни губитак (нека уживања, луксуз итд), а ако постоји, имаће бесконачне добитке (као што је вечност на Небу) и избећи ће бесконачне губитке (вечност проведену у паклу).
Паскалова опклада је заснована на идеји о хришћанском Богу, иако су се сличне тврдње појављивале и у другим религијским традицијама. Оригинална опклада је изнета у Паскаловим постхумно објављеним "Мислима" (Pensées), које представљају колекцију претходно необјављених белешки.
Историјски гледано, Паскалова опклада је била револуционарна зато што је уцртала нову територију у теорију вероватноће и обележила прву званичну употребу теорије одлуке, егзистенцијализма, прагматизма и волунтаризма.

## Опклада
Опклада користи следећу логику (одломци из "Мисли", III део, §233): 
- Бог постоји или не постоји. Разум не може да изабере између ове две алтернативе
- Игра се игра... у којој се добија писмо или глава
- Морате се опкладити (ово није препуштено слободном избору)
- Одмеримо добитак и губитак у опклади да Бог постоји. Проценимо ове две шансе. Ако добијете, добићете све; ако изгубите, не губите ништа
- Опклада, тада, без сумње да Он постоји (.. ) Овде постоји бесконачност бесконачно срећног живота који се може стећи, шанса за добитак против коначног броја шанси за губитак, а оно што уложите је коначно. Тако да наш предлог има бесконачну снагу када постоји коначан улог у игри у којој су једнаки ризици за добитак и губитак, и бесконачни добитак.
- Али неки не умеју да верују. Они би онда требало да „барем схвате да не умеју да верују...“ и „Покушају онда да убеде себе“.

Паскал тражи од читаоца да анализира положај људских бића, где наши поступци могу имати огромне последице, али је наше разумевање тих последица погрешно. Иако можемо разлучити много тога помоћу разума, на крају смо приморани да се коцкамо. Паскал наводи низ различитих подручја несигурности у људском животу: 
| Категорија                   | Цитат(и) |
| ---------------------------- | --- |
| Несигурност у све            | То је оно што видим и што ме мучи. Гледам свуда и нигде не видим ништа сем нејасноће. Природа ми не нуди ништа што не изазива сумњу и узнемиреност. |
| Несигурност у човекову сврху | Јер, на крају крајева, шта је човек у природи? Ништа у односу на бесконачност, све у односу на ништа, централна тачка између ничега и свега и бескрајно далеко од разумевања и једног и другог. |
| Несигурност у разум          | Ништа није више у складу са разумом од овог порицања разума. |
| Несигурност у науку          | Нема сумње да природни закони постоје, али једном када је овај наш фини разум покварен, све је покварено. |
| Несигурност у религију       | Ако нисам видео знакове божанства, учврстићу се у порицању. Кад бих свуда видео знакове Створитеља, био бих миран у вери. Али видевши превише да бих Га негирао и премало да бих се уверио, налазим се у јадном стању и пожелео бих сто пута да природа недвосмислено открије Бога у случају да је он одржава. Ми не разумемо ништа од Божијих дела уколико их не схватимо као принцип по коме Он жели неке да заслепи, а друге да просветли. |
| Несигурност у скептицизам    | Није сигурно да је све несигурно. |

Паскал описује човека као коначно биће заробљено у неразумљивој бесконачности, накратко гурнуто у постојање из непостојања, без објашњења "Зашто?" или Шта?" или "Како?" По Паскаловом мишљењу, људска коначност ограничава нашу могућност да са сигурношћу дођемо до истине. 
С обзиром да разум сам не може утврдити да ли Бог постоји, Паскал закључује да ово питање функционише као бацање новчића. Међутим, чак и ако не знамо исход тог бацања новчића, морамо заснивати своје акције на неком очекивању последице. Морамо да одлучимо да ли да живимо као да Бог постоји или као да не постоји, мада можемо да погрешимо у било ком случају. 
Према Паскаловој процени, учешће у овој опклади није препуштено слободном избору. Самим егзистирањем у стању несигурности, приморани смо да бирамо између расположивих начина деловања из практичних разлога. 

## Објашњење
Пасус о Паскаловој опклади из Pensées гласи: 
Ако Бог постоји, он је бескрајно несхватљив, јер, немајући ни делове ни границе, он нам није сличан. Тада нисмо у стању да знамо ни шта је, ни да ли постоји...
..."Бог је, или није." Али којој страни да се приклонимо? Разум овде не може ништа да одлучи. Постоји бесконачни хаос који нас је раздвојио. Игра се игра на крајњој граници ове бесконачне удаљености где ће се појавити писмо или глава. У шта ћете се кладити? Према разуму, не можете ни у једно ни друго; према разуму, не можете бранити ниједан од предлога.
Немојте онда замерити грешкама оних који су направили избор; јер не знате ништа о томе. "Не, али кривим их за то што су направили, не овај избор, већ неки избор; јер и онај који бира писмо и онај који бира главу једнако греши, ниједан од њих није у праву. Прави смер је да се не кладе уопште."
Да; али морате се кладити. То није опционо. Укрцали сте се. Шта ћете онда изабрати? Да видимо. Пошто морате изабрати, да видимо шта вас најмање занима. Имате две ствари да изгубите, истинито и добро; и две ствари да уложите, разум и вољу, знање и срећу; и ваша природа има две ствари да избегне, грешку и беду. Ваш разум није више шокиран пред избором једног, а не другог, јер ви морате да изаберете из нужде. Овим је једна ствар решена. Али ваша срећа? Одмеримо добитак и губитак у клађењу на то да Бог постоји. Проценимо ове две шансе. Ако добијете, добијате све; ако изгубите, не губите ништа. Кладите се онда без оклевања у то да Он постоји.

"То је у реду. Да, морам да се кладим; али можда уложим превише." Да видимо. Будући да је једнак ризик од добитка и губитка, ако бисте имали да добијете само два живота уместо једног, још увек ћете се можда кладити. Али ако бисте могли да добијете три живота, морали бисте да играте (пошто вам је неопходно да играте), и били бисте непромишљени, када сте приморани да играте, да не ризикујете живот да бисте добили три у игри где постоји једнак ризик од губитка и добитка. Али постоји вечност живота и среће. И с обзиром да је тако, ако би постојале бесконачне шансе, од којих би једна само била за вас, и даље бисте били у праву када бисте ставили на коцку један да освојите два, а понашали бисте се глупо, с обзиром да сте обавезни да играте, кад бисте одбили да уложите један живот за три, у игри у којој од бескрајних шанси постоји једна за вас, када би могла да се добије бесконачност бескрајно срећног живота. Али ту се може добити бесконачност бесконачно срећног живота, шанса за добитак против коначног броја шанси за губитак, а оно што уложите је коначно.
Паскал почиње сликањем ситуације у којој је и постојање и непостојање Бога немогуће доказати људским разумом. Дакле, претпоставимо да разум не може одредити истину између две опције, већ се морамо "кладити на нешто" тако што ћемо извагати могуће последице. Паскалова претпоставка је да, кад је реч о доношењу одлуке, нико не може одбити да учествује; несагласност је немогућа, јер смо се већ „укрцали“, и практично проживљавамо свој избор. 
Само имамо две ствари као улог, наш „разум“ и нашу „срећу“. Паскал сматра да ако постоји "једнак ризик од губитка и добитка" (као код бацања новчића), тада је људски разум немоћан да одговори на питање да ли Бог постоји. Будући да је то случај, људски разум може одлучити само према могућој срећи одлуке, одмеравајући добитак и губитак при веровању да Бог постоји и исто тако при веровању да Бог не постоји. 
Он истиче да ако би опклада била између једнаких шанси да се добију два животна века среће или да се не добије ништа, онда би човек био глуп да се клади на ово друго. Исто би било и кад би се радило о три срећна животна века насупрот ничему. Затим тврди да је једноставно неетички кладити се против вечног срећног живота за могућност да се ништа не добије. Мудра одлука је да се кладите на то да Бог постоји, јер „ако добијете, добићете све; ако изгубите, нећете изгубити ништа“, што значи да човек може стећи вечни живот ако Бог постоји, а ако не постоји, неће му бити горе у смрти него да није веровао. С друге стране, ако се кладите против Бога, победили или изгубили, или ништа не добијате или све губите. Или сте неизбежно уништени (у том случају ништа није битно, било овако или онако) или пропуштате прилику за вечну срећу. У белешци 194, говорећи о онима који живе равнодушно кладећи се притом против постојања Бога, он резимира са напоменом: "Срећа је за религију да има за непријатеље људе тако неразумне..." 

### Неспособност за веровање
Паскал се осврнуо на потешкоће које 'разум' и 'рационалност' представљају за истинско веровање, рекавши да ако се "[неко] понаша као да верује", то га може "излечити од неверовања": 
Али барем приметите своју неспособност да верујете, јер разум вас доводи до тога, а опет не можете да верујете. Трудите се тада да се убедите, не повећањем доказа о Богу, већ умањењем својих страсти. Желели бисте да стекнете веру, а не знате како; желите да се излечите од неверице и питате за лек. Сазнајте за оне који су били спутани попут вас и који сада улажу све што имају. То су људи који знају пут који ћете следити и који су излечени од болести од које ћете и ви бити излечени. Следите њихов начин како су почели; понашањем као да верују, узимањем свете воде, одласком на мисе итд. И то ће вас природно подстаћи да поверујете и отупети вашу акутност.

### Анализа помоћу теорије одлуке
Могућности које дефинише Паскалова опклада могу се сматрати одлуком под неизвесношћу са вредностима приказаним у следећој матрици одлуке. 
|                 | Бог постоји (G)         | Бог не постоји (¬G)  |
| Веровање (В)    | +∞ (бесконачни добитак) | −c (коначни губитак) |
| Неверовање (¬В) | −∞ (бесконачни губитак) | +c (коначни добитак) |

С обзиром на ове вредности, опција живљења као да Бог постоји (G) доминира над опцијом живљења као да Бог не постоји (¬G), све док се претпоставља позитивна вероватноћа да Бог постоји. Другим речима, очекивана вредност добијена бирањем В већа је или једнака оној у случају бирања ¬В. 
Заправо, према теорији одлучивања, једина вредност која је важна у горњој матрици је +∞ (бесконачно позитивно). Било која матрица следећег типа (где су f1, f2 и f3 негативни или коначни позитивни бројеви) резултира тиме да је (В) једина рационална одлука.
|                 | Бог постоји (G) | Бог не постоји (¬G) |
| Веровање (В)    | +∞              | f1                  |
| Неверовање (¬В) | f2              | f3                  |

### Неразумевање опкладе
Многе критике објашњавају да се опклада користи као наводна теорија о потреби да се верује, мада то није била Паскалова намера. Како пише Лоран Тируан: 
Фрагмент 418 је постао чувен по цену сакаћења. С обзиром на насловљавање овог текста „опклада“, читаоци су фиксирани само на један део Паскаловог резоновања. Не завршава се са Q. E. D. на крају математичког дела. Неверник који је изазвао ову дугу анализу да би се супротставио његовом претходном приговору („Можда улажем превише“) још увек није спреман да се придружи апологету на страни вере. Изнео је два нова приговора, поткопавајући темеље опкладе: немогућност сазнања и обавезу играња.

Да би била стављена на почетак Паскалове планиране књиге, опклада је требала да покаже да логичко размишљање не може подржати веру нити њено одсуство,
Морамо прихватити стварност и прихватити реакцију либертинца када одбије аргументе којима се не може супротставити. Закључак је очигледан: ако људи верују или одбијају да верују, то није онако како неки верници понекад кажу, а већина неверника тврди, јер њихов разум оправдава став који су заузели. Вера у Бога не зависи од рационалних доказа, без обзира на став.
Паскал је књигу замислио управо тако да пронађе друге начине за утврђивање вредности вере, као одбрану хришћанске вере.

## Критике
Критике Паскалове опкладе су се појавиле у његово доба, а потекле су како од атеиста, који су доводили у питање "благодати" божанства чије је "царство" изван разума, тако и од религиозно ортодоксних, којима је превасходно био проблем деистички и агностички језик опкладе. Критикују је због тога што не доказује постојање Бога, због подстицања лажне вере и проблема којој религији се треба приклонити и у ког Бога веровати.

### Неуспех да се докаже постојање Бога
Волтер (још један истакнути француски писац из доба просветитељства) је, генерацију после Паскала, одбацио идеју да је ова опклада "доказ за Бога" као "непристојну и детињасту", додајући да "интерес који имам да верујем у нешто није доказ да то нешто постоји". Паскал, међутим, није представио опкладу као доказ Божјег постојања, већ као нужну прагматичну одлуку коју ниједан жив човек „не може избећи“. Тврдио је да суздржавање од опкладе није опција и да је „разум неспособан да предвиди истину“; према томе, одлука да ли да верујемо у постојање Бога мора се донети тако што ће се „размотрити последице сваке од могућности“. 
Волтерова критика се не односи на природу паскалијанске опкладе као доказа за постојање Бога, већ на аргумент да вера коју је Паскал покушао да промовише није убедљива. Волтер наговештава да је Паскал, као јансениста, веровао да ће Бог спасити само мали и већ предодређени део човечанства. 
Волтер је објаснио да, без обзира колико неко био у искушењу да због награде верује у хришћанско спасење, резултат ће у најбољем случају бити бледо веровање. Паскал се у својим Мислима слаже с тим, не наводећи притом да људи могу изабрати да верују (и према томе се опкладе на сигурно), већ да неки не умеју да верују. 
Како је објаснио Етјен Сурјо, да бисмо прихватили Паскалов аргумент, онај који се клади мора бити сигуран да Бог озбиљно намерава да испоштује опкладу; он каже да опклада претпоставља да Бог такође прихвата опкладу, што није доказано; Паскалов кладилац је овде попут будале која гледа лист који иде низ реку и зауставља се у неком тренутку, на неколико секунди, иза камена, па каже: „Кладим се у један милион са Ротшилдом да ће га обићи с леве стране. " И заиста лист прође са леве стране камена, али, на будалину жалост, Ротшилд није рекао "прихватам опкладу".

### Аргумент противречних откровења
С обзиром да је током историје постојало много религија, па самим тим и много концепција Бога (или богова), неки тврде да их је све потребно узети у обзир за опкладу, у аргументацији познатој као аргумент противречних откровења. То би, сматрају њени заговорници, довело до велике вероватноће веровања у „погрешног бога“, што, како тврде, елиминише математичку предност за коју је Паскал својим опкладом тврдио да постоји. Дени Дидро, Волтеров савременик, сажето је изразио ово мишљење када су га упитали о опклади, рекавши да "Један имам може размишљати на исти начин". Џ.Л. Маки напомиње да "црква унутар које треба наћи спас није нужно Римска црква, већ можда анабаптистичка, мормонска или сунитска или она поштоватеља богиње Кали или бога Одина."
Друга верзија овог приговора каже да за сваку религију која има правила, постоји друга религија која има супротна правила. Ако одређена радња одведе некога ближе спасењу у једној религији, одвешће га даље од спасења у другој. Стога, очекивана корист од приклањања одређеној религији може бити негативна. Или, такође се може тврдити да постоји бесконачан број међусобно искључивих религија (што је подскуп скупа свих могућих религија) и да је вероватноћа да је било која од њих тачна једнака нули; према томе, очекивана вредност од поштовања одређене религије је нула. 

Паскал разматра накратко овај приговор у белешкама из Pensées и одбацује га као очигледно погрешан и лажан:

Шта кажу [неверници]? "Зар не видимо," кажу они, "да звери живе и умиру као људи и Турци као хришћани? Они имају своје церемоније, своје пророке, своје лекаре, своје свеце, своје калуђере, као ми," итд. Ако ти је барем мало стало да сазнаш истину, то је довољно да будеш у миру. Али ако желиш свим срцем да то сазнаш, није довољно; погледај детаљно. То би било довољно за питање у филозофији; али не овде, где је све стављено на коцку. Па ипак, након површног размишљања ове врсте, одлазимо да се забавимо, итд. Упитајмо се за ту исту религију, да ли она не даје разлог за ту нејасност; можда ће нас она научити томе.

 Овај кратак али згуснут одломак, који алудира на бројне теме о којима се расправљало на другим местима у Pensées, дао је подстицај за многобројне странице научне анализе. 
Паскал каже да су неверници који су задовољни приговорима у вези са мултирелигиозношћу људи које је скептицизам завео у фатални "одмор". Ако би заиста били склони спознаји истине, били би наведени да "детаљно" испитају да ли је хришћанство као било која друга религија, али њих једноставно није брига. Њихов приговор би могао бити довољан ако би се тема бавила само неким „филозофским питањем“, али не и „овде, где је све стављено на коцку“. У "питању које се тиче њих самих, њихове вечности, њиховог свега", они не остварују ништа више од "површног размишљања" и мислећи да су поентирали постављајући главно питање, они се забављају.
Као што стручњаци примећују, Паскал је приговор у вези са мултирелигиозношћу сматрао реторичким триком, "замком" у коју нема намеру да упада. Ако би, међутим, неко ко га је потегао био искрен, желели би "детаљно" да испитају ствар. У том случају могли су добити неке упуте тако што би консултовали његово поглавље о "другим религијама". 
Како примећује Дејвид Ветсел, Паскалово третирање паганских религија је оштро: „Што се тиче Паскала, нестанак паганских религија антике говори сам за себе. Те паганске религије које и данас постоје у Новом свету, Индији и Африци, нису вредне чак ни другог погледа. Оне су очигледно дело сујеверја и незнања и немају ништа у себи што би могло занимати 'les gens habiles' ('паметне људе')". Ислам заслужује већу пажњу, с обзиром да се разликује од паганства (у које Паскал по свему судећи убраја све остале нехришћанске религије) представљајући се као религија откривења. Ипак, Паскал закључује да се религија коју је основао Мухамед може у више тачака показати лишеном божанског ауторитета и да је стога, у смислу пута ка спознаји Бога, исто онолико ћорсокак као и паганство. Јудаизмом се, с обзиром на његове блиске везе са хришћанством, бави на другим местима.
Приговор о мултирелигиозности озбиљније схватају неки каснији апологети опкладе, који тврде да, од супарничких опција, само оне које нуде бесконачну срећу утичу на кладиочеву доминацију. По мишљењу тих апологета, "коначна, полу-блажена обећања попут Калиних или Одинових" су стога изостављена од разматрања. Такође, бесконачно блаженство које супарничка представа Бога нуди мора бити узајамно искључиво. Ако се Христово обећање блаженства може постићи истовремено са Јеховиним и Алаховим (сва тројица се идентификују као Аврамови Богови), онда не постоји конфликт у матрици одлучивања у случају када је цена веровања у погрешну представу Бога неутрална (лимбо/чистилиште/духовна смрт), мада би се то довело у питање бесконачном ценом у случају када неверовање у исправну представу Бога резултира казном (пакао).
Даље, екуменска тумачења опкладе тврде да би се чак могло рећи да је веровање у генеричког Бога, или у погрешно названог бога, прихватљиво све док та представа Бога има сличне суштинске карактеристике као представа Бога у Паскаловој опклади (можда аристотеловског Бога). Заговорници ове линије размишљања сугеришу да се или све представе Бога или богова током историје заиста своде на само мали скуп "стварних опција" или да ако Паскалова опклада може једноставно навести особу да верује у "генерички теизам", онда је она обавила свој задатак.
Паскал имплицитно представља јединственост хришћанства у самој опклади, пишући: "Ако постоји Бог, Он је бескрајно несхватљив... Ко онда може кривити хришћане да не умеју да наведу разлоге за своја веровања, с обзиром да проповедају религију коју не могу објаснити разумом?"

### Аргумент неаутентичног веровања
Неки критичари тврде да Паскалова опклада онима који не могу да верују предлаже да се претварају да верују, да би стекли вечну награду. Ово би било непоштено и неморално. Поред тога, апсурдно је мислити да Бог, будући праведан и свемогућ, не би прозрео ову обмањујућу стратегију од стране „верника“, чиме би користи опкладе биле поништене.
Пошто се ове критике не тичу валидности саме опкладе, већ могућих последица - наиме, да се особа која је уверена у превелике шансе у корист од веровања ипак може сматрати неспособном да искрено верује - оне су неважне за погонску снагу опкладе. Оно што ови критичари приговарају је Паскалов накнадни савет невернику који, закључујући да је једини рационалан начин да се клади у корист постојања Бога, истиче, разумно, да га то ни на који начин не чини верником. Овај хипотетички неверник се жали: „Тако сам створен да не могу да верујем. Шта треба да урадим?" Паскал, далеко од тога да сугерише да се Бог може преварити спољашњом представом, каже да га Бог уопште не узима у обзир: „Бог гледа само на оно што је унутра“.  За особу која је већ уверена у шансе од опкладе, али не може свим срцем да верује, он нуди практичан савет. 
Изричито се бавећи питањем неспособности да се верује, Паскал тврди да ако је опклада валидна, неспособност веровања је ирационална, и зато мора бити проузрокована осећањима: "ваша неспособност да верујете, јер вас разум присиљава да верујете па ипак не можете, долази из ваших страсти." Ову неспособност, према томе, можемо превазићи умањивањем ових ирационалних осећања: „Учите од оних који су били спутани попут вас... Следите начин на који су они почели; понашањем као да верују, узимањем свете водице, одласком на мисе, итд. Чак и то ће природно учинити да поверујете и отупети вашу акутност - "Али овога се бојим." - А зашто? Шта имаш да изгубиш?"
Неки други критичари приговорили су Паскаловој опклади са образложењем да она погрешно претпоставља који тип епистемичког карактера би Бог, ако постоји, ценио код својих разумних створења. 

## Варијације и остали аргументи опкладе
- Софиста Протагора је имао агностички став о боговима, али је ипак наставио да их обожава. Ово се може сматрати једном од првих верзија Опкладе.[37]
- У чувеној Еурипидовој трагедији Баханткиње, Кадмо наводи рану верзију Паскалове опкладе. Значајно је да се на крају трагедије Дионис, бог којем се Кадмо обратио, појављује и кажњава га због таквог размишљања. Еурипид је, сасвим јасно, размотрио и одбацио опкладу у овој трагедији.[38]
- Стоички филозоф и римски цар Марко Аурелије изразио је слично веровање у другој књизи Медитација, рекавши: „С обзиром да је могуће да управо у овоме тренутку напустиш живот, уреди сваки чин и мисао сходно томе. Али, отићи од људи, ако постоје богови, није ствар које се треба бојати, јер те богови неће уплести у зло; али ако не постоје, или ако их се не тичу људска посла, шта је мени живот у универзуму лишеном богова или лишеном Провиђења?"[39]
- У санскритском класику Sārasamuccaya, Вараручи износи аргумент сличан Паскаловој опклади.[40]
- Забележено је да је муслимански имам Џафар ас-Садик у више наврата постулирао варијације опкладе у различитим облицима, укључујући и његову чувену "Традицију миробаланског воћа".[41] У ал-Кафи, шиитској књизи хадиса, ас-Садик објављује атеисти "Ако је оно што кажеш тачно - а није - тада ћемо обоје успети. Али ако је оно што ја кажем тачно - а јесте - тада ћу ја успети, а ти ћеш бити уништен."[42]
- О манифестацији овог аргумента, у исламској калам традицији, расправљао је имам ал-Харамајн ал-Џувајни (ум. 478/1085) у свом Kitab al-irshad ila-qawati al-adilla fi usul al-i'tiqad, или Водичу до коначних доказа за принципе веровања.[43]
- Хришћански апологета Арнобијe из Сике (ум. 330.) изнeо је рану верзију овог аргумента у својој књизи Против пагана.[44]
- Паскалова опклада често се закључује (не и од стране Паскала) тиме да људи треба да 'бирају сигурнију опкладу'. Паскал је рекао да људи не могу једноставно изабрати да верују, већ да могу развити веру својим поступцима.[тражи се извор]
- Атеистичка опклада, коју је популаризовао филозоф Мајкл Мартин и објавио у својој књизи Атеизам: Филозофско оправдање из1990. године, атеистички је одговор на Паскалову опкладу.[тражи се извор]
- Филозофска књига из 2008. под називом Како доносити добре одлуке и бити у праву све време, представља секуларну ревизију Паскалове опкладе: „Каква је штета од трагања за вредностима и врлинама? Ако постоји вредност, онда можемо све добити, али ако је нема, ништа нисмо изгубили... Према томе, требало би да тражимо вредност."[45]
- У чланку из 2014. године, филозоф Џастин П. МекБрејер каже да би требало да останемо агностици у погледу постојања Бога али да ипак верујемо због добра које у садашњем животу долази због веровања у Бога. "Суштина обновљене опкладе је да теисти раде боље него нетеисти без обзира на то да ли Бог постоји или не."[46]

### Паскалова опклада примењена на климатске промене
Од 1992. године, неки научници праве аналогије Паскалове опкладе са одлукама у вези са катастрофалним климатским променама. Претпостављене су две разлике између климатских промена и Паскалове опкладе: прво, већа је вероватноћа да постоје климатске промене него Паскалов Бог, јер постоје научни докази за једно, али не и за друго. Друго, израчуната казна за неконтролисану климатску катастрофу била би велика, али се углавном не сматра да је бесконачна. Магнат Ворен Бафет пише да климатске промене "имају сличности са Паскаловом опкладом о постојању Бога. Паскал, можемо се сетити, тврдио је да ако постоји само мала вероватноћа да Бог заиста постоји, има смисла понашати се као да постоји, јер награде могу бити бесконачне, док одсуство веровања ризикује вечну беду. Исто тако, ако постоји само 1% шансе да се планета креће ка заиста великој катастрофи, а одлагање значи прелазак тачке после које нема повратка, бити неактиван сада је непромишљено." 